# Ward Cunningham
Howard G. "Ward" Cunningham (sinh ngày 26 tháng 5 năm 1949) là một lập trình viên người Mỹ, có công phát triển wiki đầu tiên và là đồng tác giả của Tuyên ngôn về phát triển phần mềm Agile. Là người tiên phong trong cả hai mẫu thiết kế và lập trình cực đoan, ông bắt đầu viết mã WikiWikiWeb vào năm 1994 và cài đặt nó trên trang web của tư vấn phần mềm mà ông bắt đầu cùng với vợ mình, Karen, Cunningham & Cunningham (thường được biết đến với tên miền, c2.com), vào ngày 25 tháng 3 năm 1995, như là một tiện ích bổ sung cho kho lưu trữ mẫu Portland Pattern Repository. Ông là tác giả của một cuốn sách về wiki, mang tên The Wiki Way. Ông cũng phát minh ra Framework for Integrated Test.
Cunningham là một diễn giả chính trong ba kỳ đầu tiên của chuỗi hội thảo WikiSym về nghiên cứu và thực hành wiki, và tại Hội nghị thượng đỉnh Nhà phát triển Wikimedia 2017.

## Giáo dục và việc làm
Cunningham sinh ra ở Michigan City, Indiana và lớn lên ở vùng Highland, Indiana, ở đó đến hết trung học. Ông nhận bằng Cử nhân về kỹ thuật liên ngành (kỹ thuật điện và khoa học máy tính) và bằng thạc sĩ về khoa học máy tính của Đại học Purdue, tốt nghiệp năm 1978. Ông là người sáng lập của Cunningham & Cunningham, Inc. Ông cũng từng là Giám đốc R&D tại Wyatt Software và là Kỹ sư chính trong Phòng thí nghiệm Nghiên cứu Máy tính Tektronix. Ông là người sáng lập của The Hillside Group và đã từng là chủ tịch chương trình của hội nghị Ngôn ngữ lập trình mẫu mà nó tài trợ. Cunningham là một phần của cộng đồng Smalltalk. Từ tháng 12 năm 2003 đến tháng 10 năm 2005, ông làm việc cho Tập đoàn Microsoft trong nhóm "Mô hình & Thực tiễn". Từ tháng 10 năm 2005 đến tháng 5 năm 2007, ông giữ vị trí Giám đốc Phát triển Cộng đồng Cộng đồng tại Quỹ Eclipse.
Vào tháng 5 năm 2009, Cunningham gia nhập AboutUs với tư cách là giám đốc công nghệ. Vào ngày 24 tháng 3 năm 2011 Người Oregonia báo cáo rằng Cunningham đã lặng lẽ rời AboutUs để tham gia CitizenGlobal có trụ sở tại Venice Beach, một công ty khởi nghiệp làm việc về nội dung video có nguồn gốc đám đông, với tư cách là giám đốc công nghệ của họ và Co-Creation Czar. Ông vẫn là "cố vấn" với AboutUs. Cunningham rời CitizenGlobal và hiện là lập trình viên tại New Relic.

## Ý tưởng và phát minh
Cunningham nổi tiếng với một vài ý tưởng phổ biến rộng rãi mà ông bắt nguồn và phát triển. Nổi tiếng nhất trong số này là wiki và nhiều ý tưởng trong lĩnh vực mẫu thiết kế phần mềm, được Gang of Four (GoF) phổ biến. Ông sở hữu công ty Cunningham & Cunningham Inc., một công ty tư vấn chuyên về lập trình hướng đối tượng. Ông cũng tạo ra trang web (và phần mềm) WikiWikiWeb, wiki internet đầu tiên. Khi được hỏi trong một cuộc phỏng vấn năm 2006 với internetnews.com, liệu ông có xem xét việc cấp bằng sáng chế cho khái niệm wiki hay không, Cunningham giải thích rằng ông nghĩ rằng ý tưởng này "nghe có vẻ như là thứ mà không ai muốn trả tiền."
Cunningham quan tâm đến việc theo dõi số lượng và vị trí của các chỉnh sửa trang wiki như một thử nghiệm xã hội học và thậm chí có thể coi sự xuống cấp của trang wiki là một phần của quá trình ổn định. "Có những người cho và những người nhận. Bạn có thể nói bằng cách đọc những gì họ viết."
Năm 2011, Cunningham đã tạo ra Smallest Federated Wiki, một công cụ cho liên đoàn wiki, áp dụng các khía cạnh của phát triển phần mềm, chẳng hạn như chuyển sang các trang wiki.
Ông đã ký Tuyên ngôn về phát triển phần mềm linh hoạt

## Mô hình và lập trình cực đoan
Ward Cunningham đã góp phần vào việc thực hành lập trình hướng đối tượng, đặc biệt là việc sử dụng các ngôn ngữ mẫu và (với Kent Beck) các thẻ cộng tác trách nhiệm lớp. Ông cũng đóng góp cho phương pháp phát triển phần mềm lập trình cực đoan. Phần lớn công việc này được thực hiện hợp tác trên trang wiki đầu tiên.

## Luật của Cunningham
Ward được ghi nhận với ý tưởng: "Cách tốt nhất để có câu trả lời đúng trên Internet là không đặt câu hỏi; đó là đăng câu trả lời sai." Điều này đề cập đến việc mọi người nhanh chóng sửa sai. trả lời hơn là trả lời một câu hỏi Theo Steven McGeady, Cunningham đã khuyên anh ta về điều này một cách bất chợt vào đầu những năm 1980, và McGeady đã đặt tên cho luật này của Cunningham. Mặc dù ban đầu đề cập đến các tương tác trên Usenet, luật đã được sử dụng để mô tả cách các cộng đồng trực tuyến khác hoạt động, chẳng hạn như Wikipedia.
Trớ trêu thay, chính Cunningham lại phủ nhận quyền sở hữu của luật mà ông nêu ra, gọi đó là một "hành vi sai trái tự từ chối bằng cách tuyên truyền qua internet."

## Đời tư
Cunningham sống ở Beaverton, Oregon. Ông có giấy phép Lớp Vô tuyến Vô tuyến nghiệp dư do Ủy ban Truyền thông Liên bang cấp, và dấu hiệu cuộc gọi của anh ta là Kilo Nine Oscar X-ray, K9OX.
Cunningham là Code đầu tiên của Nike cho một thành viên thế giới tốt đẹp hơn.

## Ấn phẩm
- Leuf, Bo; Cunningham, Ward (2001). The Wiki Way. Addison-Wesley Professional. ISBN 978-0201714999.